# Open Bluebell Wood de snooker 2013
L'Open Bluebell Wood 2013 est un tournoi de snooker classé mineur, qui s'est déroulé du 14 au 17 août 2013 au Doncaster Dome de Doncaster en Angleterre. Le tournoi a été nommé d'après le centre de soins palliatifs pour enfants Bluebell Wood.

## Déroulement
Il s'agit de la quatrième épreuve du championnat européen des joueurs, une série de tournois disputés en Europe (8 épreuves) et en Asie (4 épreuves), lors desquels les joueurs doivent accumuler des points afin de se qualifier pour la grande finale à Preston.
L'événement compte un total de 231 participants, dont 128 ont atteint le tableau final. Le vainqueur remporte une prime de 20 000 £.
Le tournoi est remporté par Ricky Walden qui domine Marco Fu en finale après une manche décisive. La tenue de ce tournoi dans les années à venir est incertaine car des joueurs se sont plaints de la chaleur excessive à l'intérieur du Doncaster Dome.

## Dotation
La répartition des prix est la suivante :
- Vainqueur : 20 000 £
- Finaliste : 10 000 £
- Demi-finaliste : 5 000 £
- Quart de finaliste : 2 500 £
- 8èmes de finale : 1 700 £
- 16èmes de finale : 1 100 £
- Deuxième tour : 600 £
- Dotation totale : 100 400 £

## Phases finales
|  | Quarts de finale au meilleur des 7 manches | Quarts de finale au meilleur des 7 manches | Quarts de finale au meilleur des 7 manches |              |              | Demi-finales au meilleur des 7 manches | Demi-finales au meilleur des 7 manches | Demi-finales au meilleur des 7 manches |  |  | Finale au meilleur des 7 manches | Finale au meilleur des 7 manches | Finale au meilleur des 7 manches |
|  |                                            |                                            |                                            |              |              |                                        |                                        |                                        |  |  |                                  |                                  |                                  |
|  |                                            | Mark Williams                              | 0                                          |              |              |                                        |                                        |                                        |  |  |                                  |                                  |                                  |
|  |                                            | Marco Fu                                   | 4                                          |              |              |                                        |                                        |                                        |  |  |                                  |                                  |                                  |
|  |                                            | Marco Fu                                   | 4                                          |              | Marco Fu     | 4                                      |                                        |                                        |  |  |                                  |                                  |                                  |
|  |                                            |                                            |                                            |              | Marco Fu     | 4                                      |                                        |                                        |  |  |                                  |                                  |                                  |
|  |                                            |                                            | Ding Junhui                                | 3            |              |                                        |                                        |                                        |  |  |                                  |                                  |                                  |
|  |                                            | Ding Junhui                                | Ding Junhui                                | 3            | 4            |                                        |                                        |                                        |  |  |                                  |                                  |                                  |
|  |                                            | Ding Junhui                                |                                            |              | 4            |                                        |                                        |                                        |  |  |                                  |                                  |                                  |
|  |                                            | Jimmy Robertson                            | 1                                          |              |              |                                        |                                        |                                        |  |  |                                  |                                  |                                  |
|  |                                            |                                            |                                            |              |              |                                        |                                        |                                        |  |  |                                  | Marco Fu                         | 3                                |
|  |                                            |                                            |                                            | Ricky Walden | 4            |                                        |                                        |                                        |  |  |                                  |                                  |                                  |
|  |                                            | Stephen Maguire                            | 2                                          |              |              |                                        |                                        |                                        |  |  |                                  |                                  |                                  |
|  |                                            | Shaun Murphy                               | 4                                          |              |              |                                        |                                        |                                        |  |  |                                  |                                  |                                  |
|  |                                            | Shaun Murphy                               | 4                                          |              | Shaun Murphy | 1                                      |                                        |                                        |  |  |                                  |                                  |                                  |
|  |                                            |                                            |                                            |              | Shaun Murphy | 1                                      |                                        |                                        |  |  |                                  |                                  |                                  |
|  |                                            |                                            | Ricky Walden                               | 4            |              |                                        |                                        |                                        |  |  |                                  |                                  |                                  |
|  |                                            | Ricky Walden                               | Ricky Walden                               | 4            | 4            |                                        |                                        |                                        |  |  |                                  |                                  |                                  |
|  |                                            | Ricky Walden                               |                                            |              | 4            |                                        |                                        |                                        |  |  |                                  |                                  |                                  |
|  |                                            | Mark Allen                                 | 3                                          |              |              |                                        |                                        |                                        |  |  |                                  |                                  |                                  |

## Finale
| Finale au meilleur des 7 manches Arbitre : Dave Ford |                          |                         |
| Marco Fu Hong Kong                                   | 3 - 4 ( - )              | Ricky Walden Angleterre |
| 1 113                                                | Centuries Meilleur break | 0 73                    |
| Ricky Walden remporte l'Open Bluebell Wood 2013      |                          |                         |